# 韩德云
韩德云（1962年—），四川乐山人，汉族，中华人民共和国政治人物、第十二届全国人民代表大会重庆地区代表。
毕业于美国洛杉矶加州大学法学。担任重庆党外知识分子联谊会副会长，重庆索通律师事务所律师。2008年起担任全国人大代表。2013年，担任全国人大代表。2018年2月24日，当选为第十三届全国人大代表。